# Kitzen
Kitzen – dzielnica miasta Pegau w Niemczech, w kraju związkowym Saksonia, w okręgu administracyjnym Lipsk, w powiecie Lipsk. Do 31 grudnia 2011 samodzielna gmina wchodząca w skład wspólnoty administracyjnej Pegau.